# Rączy Wildfire
Rączy Wildfire (oryg. Wildfire) – serial telewizyjny produkcji amerykańskiej, adresowany głównie do młodzieży.
Akcja serialu rozgrywa się w środowisku miłośników koni. Główną bohaterką jest kilkunastoletnia Kris, która dorabia sprzątając w miejscowym kompleksie stajni i biorąc udział w konnych wyścigach. 
Serial miał swoją polską premierę w programie drugim Telewizji Polskiej, w czwartek 6 sierpnia 2009 o godzinie 11:00. Wyemitowano w sumie 13 odcinków (1szy sezon), w ciągu tygodnia, o tej samej porze. Emisja osttaniego miała miejsce dnia 27 sierpnia.
W USA, pierwsze trzy sezony ukazały się w boxach na płytach DVD.

## Obsada
- Genevieve Cortese
- Nicole Tubiola
- Nana Visitor
- Greg Serano
- Micah Alberti
- James Read
- Ryan Sypek
- Andrew Hoeft
- Charlotte Salt
- Kieren Hutchison
- Arye Gross
- Joe Lando
- Jason London

i inni.